# Bente Frost
Bente Frost (født 26. april 1937 i Odense, død 21. marts 2025 smst.) var en dansk merkonom og kommunalpolitiker, der foruden at være mangeårigt medlem af Københavns Borgerrepræsentation var bygge- og teknikborgmester fra 1994 til 1997, valgt for Venstre. I sit civile liv var hun afdelingsleder ved Det Kongelige Danske Kunstakademi.

## Biografi
Bente Frost voksede op i beskedne kår i Odense, men flyttede som 15-årig til Valby med sine forældre. Hun blev uddannet merkonom i 1972. Hun var fra 1970 til 2000 afdelingsleder ved Det Kongelige Danske Kunstakademi.
Allerede i begyndelsen af 1970'erne engagerede hun sig politisk i Valby som medlem af Valby Lokalråd som repræsentant for Venstre. Senere blev hun næstformand for lokalrådet. I 1981 blev hun valgt til Københavns Borgerrepræsentation for Venstre, hvor hun sad frem til 2005. Hun var fra 1985 til 1993 formand for byplan- og trafikudvalget og var en årrække også næstformand for Borgerrepræsentationen.
Forud for valget i 1993 forsøgte Tove Fergo at vælte hende som spidskandidat, men forgæves.
Fra 1994 til 1997 var hun borgmester for Magistratens 4. afdeling - også kendt som bygge- og teknikborgmester eller trafikborgmester. Under hendes ledelse blev den omdiskuterede HT-terminal opført på Rådhuspladsen. Selv har hun udtalt, at bygningen, der senere er nedrevet, var "nødvendig", og at den var "arkitektonisk pæn".
Personstriden i Venstre fortsatte i 1997, da Bente Frost tabte afstemningen om at blive Venstres spidskandidat til Søren Pind. Det skete ved et dramatisk opstillingsmøde i Nørrebrohallen, hvor Søren Pind med støtter som Tove Fergo og Jarl Cordua havde held med at overbevise flertallet af medlemmer om, at Bente Frost var for "midtsøgende". Efter nederlaget opstod der i efteråret 1998 på ny stridigheder i partiets gruppe på rådhuset. I oktober fratog Søren Pind hendes plads i bygge- og teknikudvalget, og hun stod dermed isoleret i den seks mandater store gruppe. Bente Frost valgte dog at blive i partiet. Venstre indgik i 1998 budgetforlig med Konservative, Radikale og Socialdemokratiet. Det bakkede Frost op om - men bemærkede over for Jyllands-Posten, at det var "lidt morsomt, at Søren Pind laver forlig med Socialdemokratiet. Det var jo netop det, som jeg blev kritiseret så voldsomt for".
Trods uro på rådhuset var tilliden til Bente Frost dog intakt hos Venstre i Valby, og i 2001 blev hun æresmedlem af partiet.
Det kom i 2004 til et brud med Venstre grundet uenighed om byggeriet af Københavns Metro på Amager. Her var Frost modstander af at grave strækningen fra Lergravsparken til Københavns Lufthavn ned, hvilket betød, at flertallet bag en politisk aftale om nedgravning smuldrede. Søren Pind var arkitekten bag aftalen. Bente Frost blev som følge af sin uenighed smidt ud af Venstres gruppe på rådhuset.
I 2011 forlod hun Valby og flyttede til Nyborg, hvor hun boede frem til sin død.
Bente Frost var ridder af Dannebrog.
Kunstmaleren Peter Carlsen har udført et portræt af Bente Frost, der hænger i magistratssalen på Københavns Rådhus.
Bente Frost døde på Hospice Fyn efter et kræftforløb.